# آرون بوركارت
آرون بوركارت (بالألمانية: Aaron Burkart) مواليد 20 سبتمبر 1982، هو سائق راليات ألماني بدأ مسيرته في سنة 2003. كان أول رالي له هو رالي ألمانيا 2003. تسابق في بطولة العالم للراليات. في رالي كتالونيا 2006 قتل مساعده يورغ باستاك الذي كان يقوم بتغيير العجلة بعد أن صدمه باري كلارك والذي كان يقود فورد فييستا.

## روابط خارجية
- آرون بوركارت على موقع Rallye-info.com (الإنجليزية)
- آرون بوركارت على موقع eWRC-results.com (الإنجليزية)